# Deutsche Gesellschaft für die Geschichte der Medizin, Naturwissenschaft und Technik
Die Deutsche Gesellschaft für Geschichte der Medizin, Naturwissenschaft und Technik e.V. (DGGMNT) war eine wissenschaftshistorische Fachgesellschaft. Sie wurde am 25. September 1901 als „Deutsche Gesellschaft für Geschichte der Medizin und der Naturwissenschaften“ gegründet und am 25. Januar 1952 in das Vereinsregister des Amtsgerichts Frankfurt a. M. eingetragen. 2017 hat sich die DGGMNT mit der Gesellschaft für Wissenschaftsgeschichte (GWG) zur Gesellschaft für Geschichte der Wissenschaften, der Medizin und der Technik e. V.  (GWMT) zusammengeschlossen.

## Geschichte
Die DGGMNT wurde am 25. September 1901 als „Deutsche Gesellschaft für Geschichte der Medizin und der Naturwissenschaften“ gegründet und am 25. Januar 1952 in das Vereinsregister des Amtsgerichts Frankfurt a. M. eingetragen.
Satzungsgemäße Aufgaben der Gesellschaft waren Pflege und Förderung der Geschichte der Medizin, Naturwissenschaften und Technik unter Berücksichtigung der allgemeinen Wissenschaftsgeschichte, die Verbreitung entsprechender Forschungsergebnisse und deren Nutzbarmachung für Wissenschaft, Forschung und Praxis. Diesem Zweck dienten insbesondere die Jahrestagungen, die in der Regel am letzten Septemberwochenende stattgefunden haben. Die Gesellschaft pflegte Verbindungen zu deutschen, ausländischen und internationalen Fachgesellschaften, die sich ebenfalls den von ihr vertretenen Gebieten widmeten.
Eine besondere Aufgabe sah die DGGMNT in der Förderung des Nachwuchses. Jüngere Wissenschaftler nutzten ab 1962 die Gelegenheit, im Vorfeld der Jahrestagungen auf den Treffen des Driburger Kreises Ergebnisse und Erfahrungen auszutauschen.
Das Nachrichtenblatt der Gesellschaft diente der Kommunikation unter den Mitgliedern der Gesellschaft, der Berichterstattung über die Tätigkeit der Gesellschaft, der Verbreitung wissenschaftlicher Nachrichten und der Information über Veranstaltungen und Projekte. Die Mitgliedschaft in der DGGMNT stand allen an der Geschichte der Medizin, Naturwissenschaft und Technik Interessierten offen.

### Abspaltung und Gründung der Gesellschaft für Wissenschaftsgeschichte e.V. (GWG) (1965 – 2017) und der „Fall Berg“ (1964)
Eine Spaltung der ursprünglichen Fachgesellschaft DGGMNT war erfolgt und resultierte in der Gründung der GWG, nachdem es auf ihrer Jahrestagung 1964 in Würzburg zu heftigen Auseinandersetzungen gekommen war. Gegenstand des Konflikts war die 1963 erfolgte Umhabilitierung des Medizinhistorikers und ehemaligen SS-Offiziers Alexander Berg nach Göttingen, die sein Göttinger Fachkollege Gernot Rath unterstützt hatte. Hingegen hatten Erwin H. Ackerknecht und jüngere Fachvertreter sich entschieden dagegen geäußert.